# Victor Terrazas
Victor José Terrazas Martínez (ur. 11 lutego 1983 w Guadalajarze) – meksykański bokser, aktualny zawodowy mistrz świata wagi junior piórkowej (do 122 funtów) federacji WBC.
Karierę zawodową rozpoczął 13 marca 2003. Do grudnia 2012 stoczył 39 walk, z których 36 wygrał, 1 zremisował i 2 przegrał.
W tym okresie zdobył tytuły WBC FACERBOX w wadze piórkowej oraz NABA i WBC Silver w wadze junior piórkowej.
20 kwietnia 2013 otrzymał szansę walki o wakujący po rezygnacji Abnera Maresa tytuł mistrza federacji WBC w wadze junior piórkowej. Zmierzył się w Meksyku z byłym mistrzem WBA, WBC i IBF w wadze junior koguciej, rodakiem, Cristianem Mijaresem. Po wyrównanym pojedynku zwyciężył na punkty po niejednogłośnej decyzji sędziów i został nowym mistrzem świata.